# Arunachal Pradexe

Divisão do estado de Arunachal Pradexe

Arunachal Pradexe (em inglês:  Arunachal Pradesh; em hindi:  अरुणाचल प्रदेश, AFI: [ərʊˈɳaːtʃəl prəˈdeːʃ]) é um dos estados da Índia. Localizado no extremo nordeste do país, faz fronteira com os estados de Assão a sul e Nagalândia a sueste. Mianmar fica a leste, o Butão a oeste e a Linha McMahon separa-o do Tibete a norte. Itanagar é a capital do estado.
Arunachal Pradexe é uma das grandes regiões disputadas pela Índia e República Popular da China; a outra é Aksai Chin; também existem regiões menores (Demchok, Kauirik, Pa-li-chia-ssu, Dêmqog, Nelang, Lapthal, Bara Hoti).
Arunachal Pradexe significa "terra das montanhas iluminadas pela alvorada" em sânscrito. Também é conhecido como "terra do sol nascente". A maioria dos habitantes de Arunachal Pradexe é de origem tibeto-birmanesa. 16% da população é de imigrantes, incluindo 30 mil expatriados bangladexianos e chakmas, e migrantes de outras partes da Índia, notavelmente Assão e Nagalândia. Parte da famosa rua Ledo, que foi uma linha vital de comunicações para a China durante a I Guerra Mundial, passa pelo estado.

## História
Os primeiros ancestrais dos grupos tribais migraram do Tibete durante o período pré-histórico. Exceto pela região noroeste do estado, pouco é conhecido da história de Arunachal Pradexe, embora a tribo Adi tenha um conhecimento lendário da história. As referências mais antigas a Arunachal são encontradas na era do Maabárata, do Ramáiana e de outras lendas védicas. Vários personagens, como a princesa Rukmini, o rei Bhismaka e o senhor Parashurama, foram referidos como originários da região no Maabárata.
História registrada só esteve disponível nas crônicas dos Ahom durante o século XVI. Os monpas e os Sherdukpen também mantêm registros históricos da existência de supremacias locais no noroeste. A região noroeste dessa área foram dominadas pelo reino monpa de Monyul, que floresceu entre 500 a.C. e 600 d.C. Essa região foi, então, controlada pelo Tibete e poelo Butão, especialmente nas áreas a norte. As partes restantes do estado, especialmente as que fazem fronteira com Mianmar, foram dominadas pelos Ahom e pelos assameses até a anexação da Índia pelos ingleses em 1858.
Escavações recentes de ruínas de templos hindus como o 14o Malinithan, ao sopé das colinas Siang, em West Siang, lançaram nova luz na história antiga de Arunachal Pradexe Pinturas dos deuses hindus e altares permaneceram intocados por muitos anos. Eles atraíram muitos peregrinos locais. Outro local notável, Bhismaknagar, sugeriu que os Idu Mishmi tinham uma civilização local. O terceiro local, o mosteiro de Tawang, de 400 anos, no distrito de Tawang, também fornece evidência histórica sobre os povos budistas tribais. Historicamente, a área tinha uma relação íntima com o povo tibetano e a cultura tibetana, por exemplo, o sexto Dalai Lama, Tsangyang Gyatso, nasceu na cidade de Tawang.

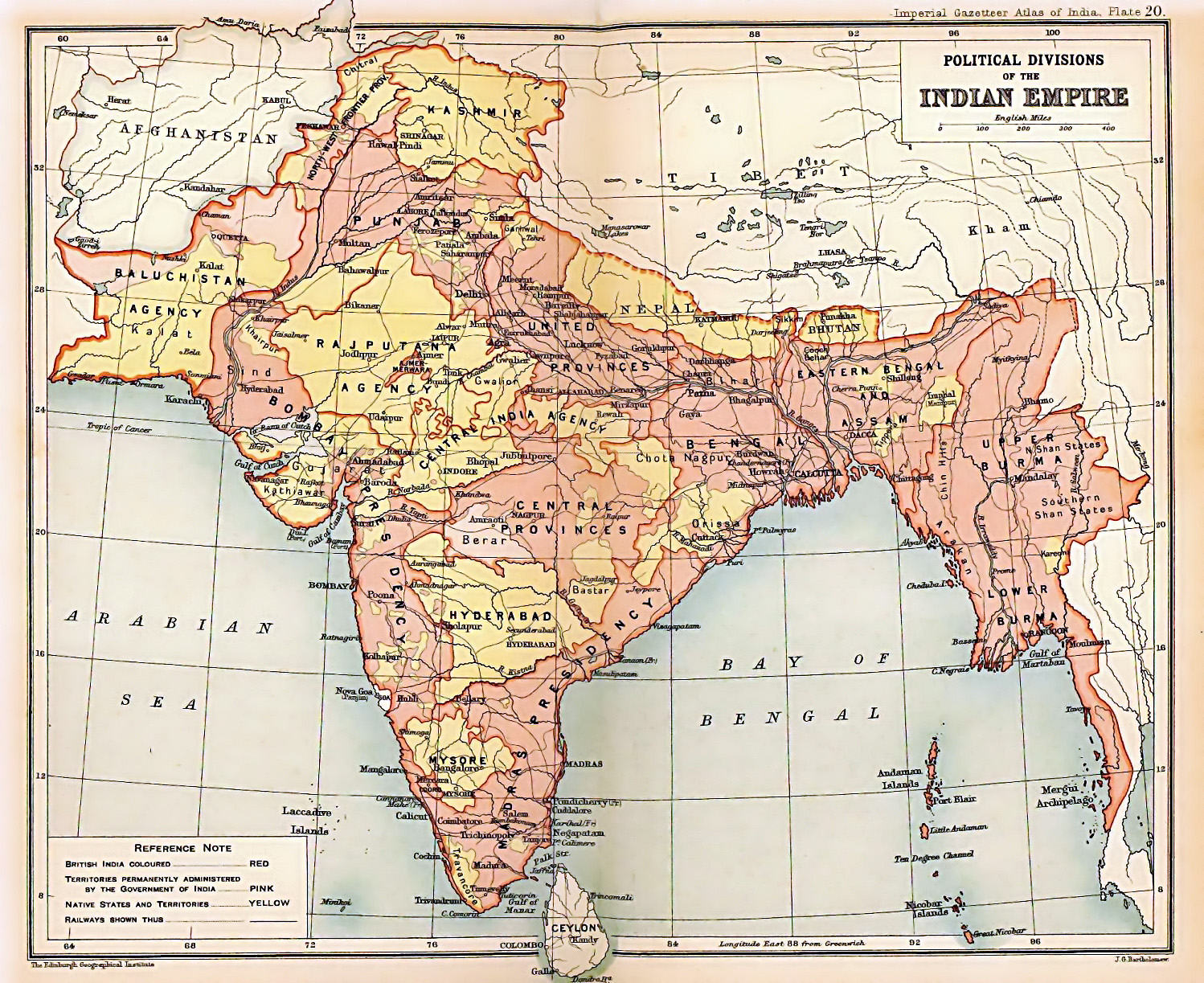
Mapa britânico publicado em 1909 mostrando a fronteira tradicional indo-tibetana (seção oriental superior à direita)

Em 1913-1914, representantes da China, Tibete e Grã-Bretanha negociaram um tratado na Índia: a Convenção de Simla. O administrador inglês, Sir Henry McMahon, traçou a Linha McMahon, de 890 km, como a fronteira entre Índia inglesa e o Tibete durante a Convenção de Simla. Os representantes tibetanos e ingleses na conferência concordaram com a linha, cedendo Tawang e outras áreas tibetanas ao Império Britânico. Contudo, os representantes chineses recusaram aceitar a linha.

## Clima
O clima de Arunachal Pradexe varia com a altitude. Áreas que estão em uma altitude muito elevada nos Grandes Himalaias apresentam um clima de Tundra, enquanto mais abaixo, nos Pequenos Himalaias, tem-se clima temperado. Áreas na altitude dos Sub-Himalaias e ao nível do mar geralmente são caracterizadas por um clima subtropical úmido, juntamente com os verões quentes e invernos amenos.
Arunachal Pradexe pode receber precipitações de até 2.000 a 4.000 mm anualmente, na sua maioria entre maio e setembro. Os declives das montanhas e colinas são cobertos com florestas alpinas, temperadas e subtropicais de rododendros, carvalhos, pinheiros, bordos, abetos e juníperos.

## Educação
O sistema atual de educação em Arunachal Pradexe é relativamente mal desenvolvido(fonte?). O governo do estado está expandindo(como?) o sistema educacional juntamente com várias ONGs como o Vivekananda Kendra. A universidade Rajiv Gandhi é a principal instituição educacional do estado(fonte?).

## Distritos

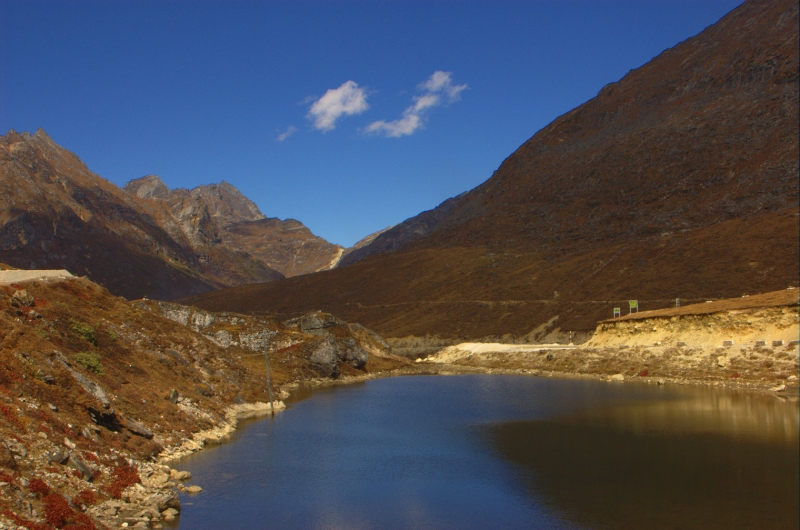
Montanhas de Arunachal Pradesh

O estado de Arunachal Pradexe está subdividido em 16 distritos:
1. Anjaw
2. Changlang
3. East Kameng
4. East Siang
5. Kurung Kumey
6. Lohit
7. Lower Dibang Valley
8. Lower Subansiri
9. Papumpare
10. Tawang
11. Tirap
12. Upper Dibang Valley
13. Upper Subansiri
14. Upper Siang
15. West Kameng
16. West Siang